# Adam Busch
Adam Busch (East Meadow (Long Island), 6 juli 1978) is een Amerikaans acteur. Hij maakte in 1994 zijn film- en acteerdebuut als Manolo in de misdaad-thriller Léon. Sindsdien speelde hij rollen in verschillende films en wederkerende personages in meerdere televisieseries, zoals The Mystery Files of Shelby Woo en Buffy the Vampire Slayer.
Busch maakte in 2010 daarnaast zijn regiedebuut met de komedie Drones. Hij regisseerde de film samen met Amber Benson, met wie hij in 2001 en 2002 samen in Buffy the Vampire Slayer speelde. Hun personages daarin waren vijanden, maar in realiteit kregen Busch en Benson een relatie met elkaar.
Naast acteur is Busch ook zanger-gitarist. Hij maakte achtereenvolgens deel uit van de indierockbands Common Rotation, The Curious Digit en Manishevitz. Als soloartiest brengt hij werk uit onder de naam Adam Ostrar.

## Filmografie
*Exclusief televisiefilms
- Dave Made a Maze (2017)
- Drones (2010) (co-regie en producer)
- Cummings Farm (2009)
- Are You Scared 2 (2009)
- The Hustle (2008)
- American Dreamz (2006)
- Book of Danny (2002)
- Sugar & Spice (2001)
- Magic Rock (2001)
- Léon (1994)

## Televisieseries
*Exclusief eenmalige gastrollen
- Back to You - Production Assistant (2007, twee afleveringen)
- Point Pleasant - Wes (2005, zeven afleveringen)
- The Jury - Steve Dixon (2004, tien afleveringen)
- Buffy the Vampire Slayer - Warren Meers / First Evil (2001-2003, zestien afleveringen)
- The Mystery Files of Shelby Woo - Noah Allen (1996-1997, 21 afleveringen)

## Internetseries
- MyMusic (2012 - heden) - Indie

## Discografie
Als Adam Ostrar
- Brawls in the Briar, 2017
- The Worried Coat, 2019